# 芳華-Youth-
『芳華-Youth-』（ほうか ユース、原題：芳華、英題：Youth）は、2017年の中国映画。
文化大革命末期の文芸工作団（文工団）を舞台に団員の若者たちの青春を描いた映画で、後半は中越戦争が舞台となる。雲南省の廃駅・碧色寨駅はこの映画のロケ地となったことで、ネット上で観光スポットとなった。

## キャスト
- リウ・フォン（劉峰）：ホアン・シュエン（黄軒）
- ホー・シャオピン（何小萍）：ミャオ・ミャオ（苗苗）
- シャオ・スイツ（小穂子）：チョン・チューシー（鐘楚曦）
- リン・ディンディン（林丁丁）：ヤン・ツァイユー（楊采鈺）
- ハオ・シューウェン（郝淑雯）：リー・シャオフェン（李暁峰）
- チェン・ツァン（陳燦）：ワン・ティエンチェン（王天辰）
- 文工団分隊長：ヤン・スー（蘇岩）
- 文工団の政治委員：チャオ・リーシン（趙立新）

## スタッフ
- 監督：フォン・シャオガン
- 製作：フォン・シャオガン、ワン・チョンジュン、ワン・チョンレイ
- 原作・脚本：ゲリン・ヤン
- 撮影：パン・ルオ
- 編集：チャン・チー
- 音楽：チャオ・リン